# Peregrin Tuk
Peregrin I Tuk (ur. w 2990 roku Trzeciej Ery, zm. w 69 Czwartej Ery) – postać ze stworzonej przez J.R.R. Tolkiena mitologii Śródziemia, hobbit, jeden z bohaterów Władcy Pierścieni. W adaptacji reżyserowanej Petera Jacksona zagrał go szkocki aktor Billy Boyd.

## Życiorys
Peregrin I Tuk, w młodości nazywany Pippinem, syn Paladina II Tuka, był najmłodszym uczestnikiem wyprawy mającej na celu zniszczenie Jedynego Pierścienia.
Razem z Meriadokiem Brandybuckiem został pojmany przez orków, którzy napadli na Drużynę i zabili broniącego ich Boromira. Orkowie mieli za zadanie poprowadzić ich do Isengardu, lecz zostali pokonani przez oddział rohirrimskiej jazdy Éomera. Podczas walki Pippin wraz z Merrym uciekli do Fangornu, gdzie spotkali Drzewca, z którym się zaprzyjaźnili. Następnie ruszyli z armią entów do Isengardu. Wraz z Gandalfem, Aragornem, Gimlim, Legolasem i oddziałem króla Théodena podążyli na zachód. Na wzgórzu Dol Baran Pippin spojrzał w palantír i nawiązał kontakt z Sauronem.
Następnie pojechał z Gandalfem do Minas Tirith w Gondorze, gdzie w imię wdzięczności dla Boromira ofiarował swoje usługi Denethorowi II i został rycerzem Gondoru. Podczas oblężenia Minas Tirith zaalarmował Gandalfa i Beregonda o szaleństwie Denethora, dzięki czemu uratował życie Faramirowi. Potem ruszył wraz z Armią Zachodu na Czarną Bramę i w bitwie zabił trolla, ratując Beregonda.
Po powrocie do Shire był jednym z dowódców powstania hobbitów. Następnie poślubił Perłę z Long Cleeve, z którą miał syna, Faramira, i został thanem Shire’u. W 62 roku razem z Meriadokiem złożył urząd i po raz ostatni wyruszył do Gondoru. Tam zmarł, a jego ciało spoczęło obok grobu Aragorna.